# El Alamein (film)
Pour les articles homonymes, voir El-Alamein (homonymie).
Pour plus de détails, voir Fiche technique et Distribution.
El Alamein est un film italien de guerre réalisé par Enzo Monteleone en 2002.

## Synopsis
Narrant la célèbre bataille d'El-Alamein, le film se place surtout du côté italien, car on voit les troupes italiennes encerclées et se battant avec bravoure et l'énergie du désespoir, même en sachant que tout était perdu, tandis que les troupes britanniques ne faisaient que « ramasser les miettes ».

## Fiche technique
- Réalisation et scénario : Enzo Monteleone
- Musique : Aldo De Scalzi et Pivio
- Décors : Ettore Guerrieri
- Costume : Vincenzo Mastrantonio et Andrea Viotti
- Photo : Daniele Nannuzzi
- Montage : Cecilia Zanuso
- Producteur : Marco Chimenz, Giovanni Stabilini, Riccardo Tozzi, Pino Butti (producteur exécutif)
- Format : couleurs
- Langue de tournage : italien

## Distribution
- Paolo Briguglia : Soldat Serra
- Emilio Solfrizzi : Lieutenant Fiore
- Thomas Trabacchi : Caporal De Vita
- Luciano Scarpa : Soldat Spagna
- Pierfrancesco Favino : Sergent Rizzo
- Giuseppe Cederna : Capitaine médecin
- Roberto Citran : Le colonel
- Silvio Orlando : Le général

## Récompenses
David di Donatello 2003
- Meilleure photographie
- Meilleur montage
- Meilleur son en direct

Nastri d'argento 2003
- Meilleur son en direct

Premio Gianni Di Venanzo
- Meilleure photographie italienne